# Husice liščí
Husice liščí (Tadorna tadorna) je středně velký druh vrubozobého ptáka.

## Taxonomie
Z taxonomického hlediska se jedná o monotypický druh.

## Popis
- Celková délka: 55–65 cm
- Rozpětí křídel: 100–120 cm

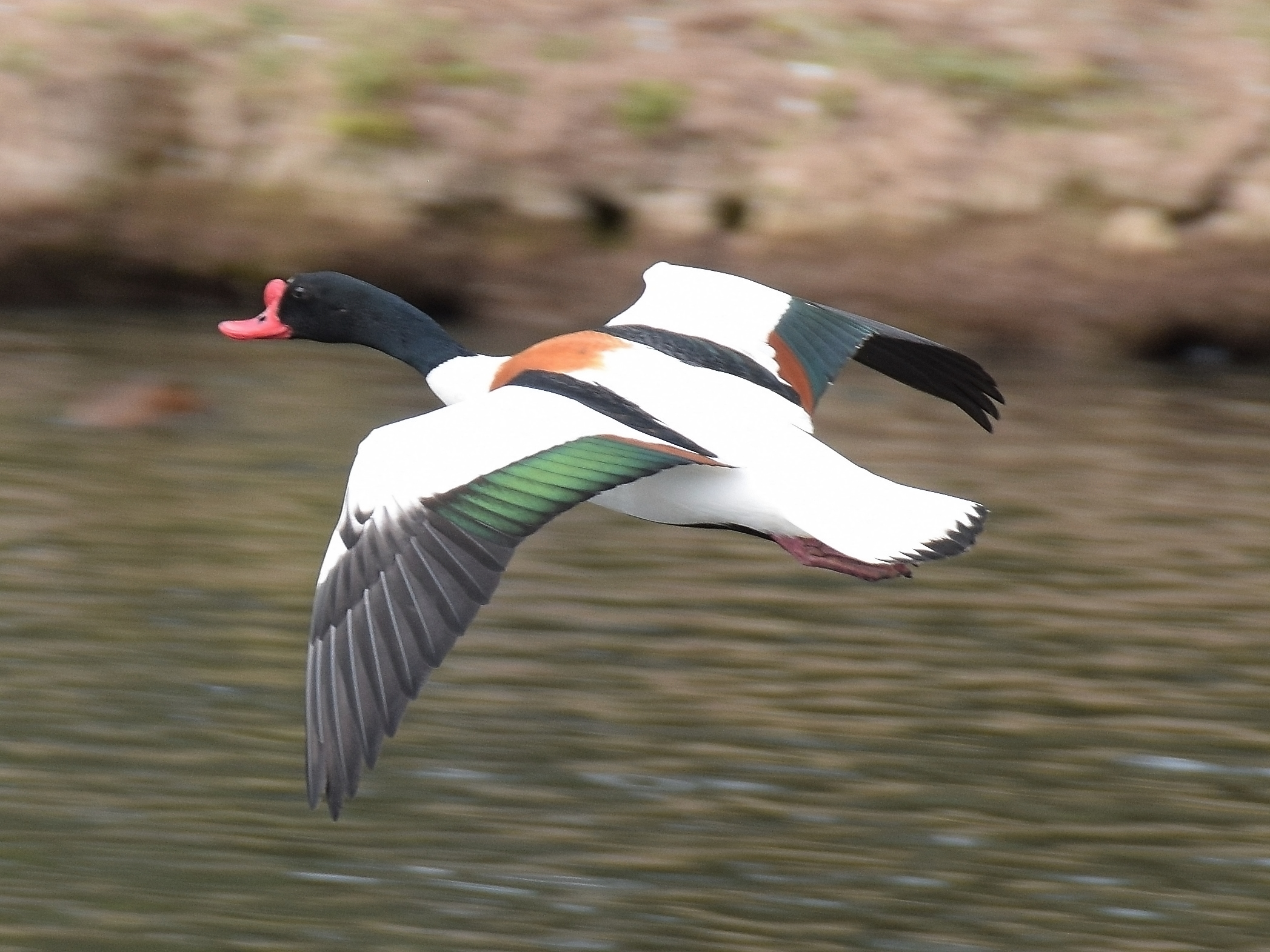
Samec v letu

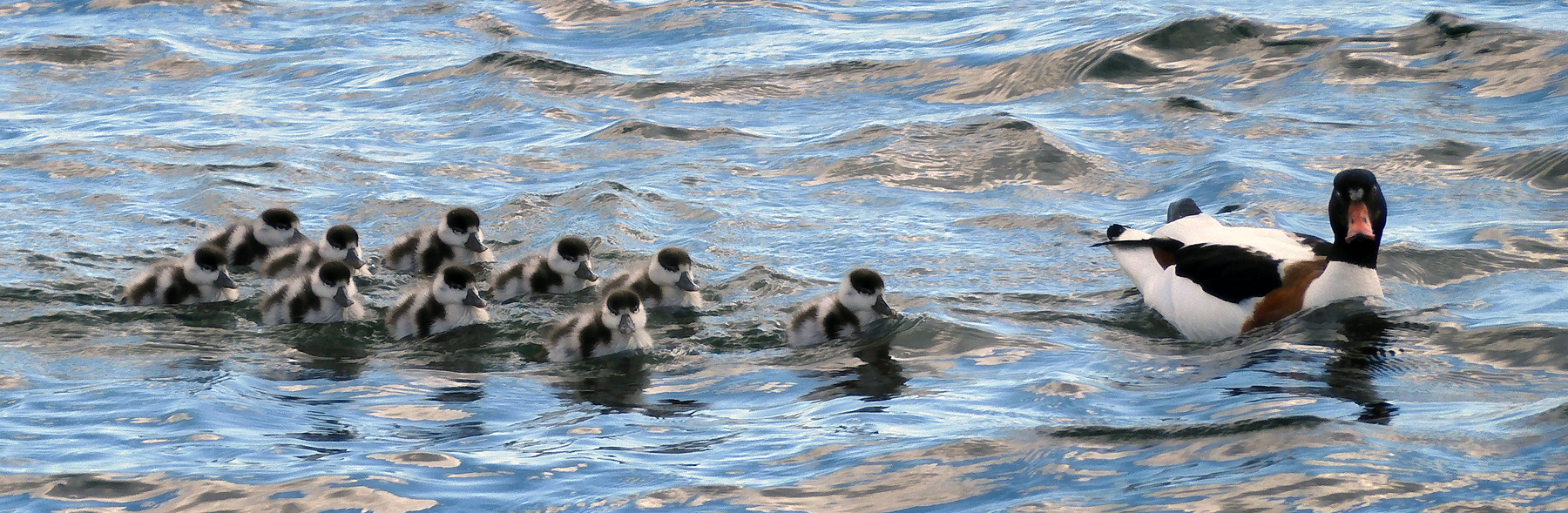
Samice s týden starými mláďaty.

- Hmotnost: 770–1650 g (samec), 562–1250 g (samice)[2]

Jedná se o nápadně zbarvenou, dlouhokrkou kachnu, vzhledově podobnou husám. Tělo je zavalité, nohy dlouhé, zobák je silný a prohnutý. Křídla jsou dlouhá a špičatá, v letu lukovitě prohnutá. Většina těla je bílá. Hlava, horní část krku, strany hřbetu a letky jsou tmavě smaragdově zelené (opticky mohou působit jako černé), na hrudi je široký červenohnědý pás. Nohy dospělých ptáků jsou matně růžové, zobák červený. Samci mají u kořene zobáku velký červený hrbol, který se v době hnízdění ještě zvětšuje. Samice mají zobák matnější a hrbol sotva patrný. Při společném výskytu je pohlaví ptáků rozlišitelné také velikostně (samice jsou menší).

Mladí ptáci jsou mnohem méně pestří než dospělí; nohy mají šedavé, spodinu těla bílou až po krk a hlavu, svrchní partie jsou hnědavě šedé.

## Rozšíření
Husice liščí se vyskytuje víceméně v celé Evropě v široké oblasti od Skandinávie přes Severní, Středozemní a Baltské moře až k moři Kaspickému. Vyskytuje se také v analogických zeměpisných šířkách Asie. Ptáci hnízdící v severní části areálu se na zimu stahují jižněji, kde zimují (známým evropským zimovištěm je například Waddenzee).

V souvislosti se zvyšováním početnosti druhu na konci 20. století se začala husice liščí objevovat častěji i v Česku. Od roku 1996 hnízdí jednotlivé páry v jižních Čechách, po roce 2008 je pravidelné hnízdění pozorováno také na jižní Moravě.
V Červeném seznamu IUCN je husice liščí vedena jako málo dotčený druh (k 14. srpnu 2019). Celosvětová populace se odhaduje na 415 000–500 000 jedinců se stoupajícím trendem.
V Červeném seznamu obratlovců České republiky (2017) je vedena jako druh kriticky ohrožený, a to s přihlédnutím k nízkému počtu hnízdících ptáků (odhaduje se 7–12 párů).

## Bionomie

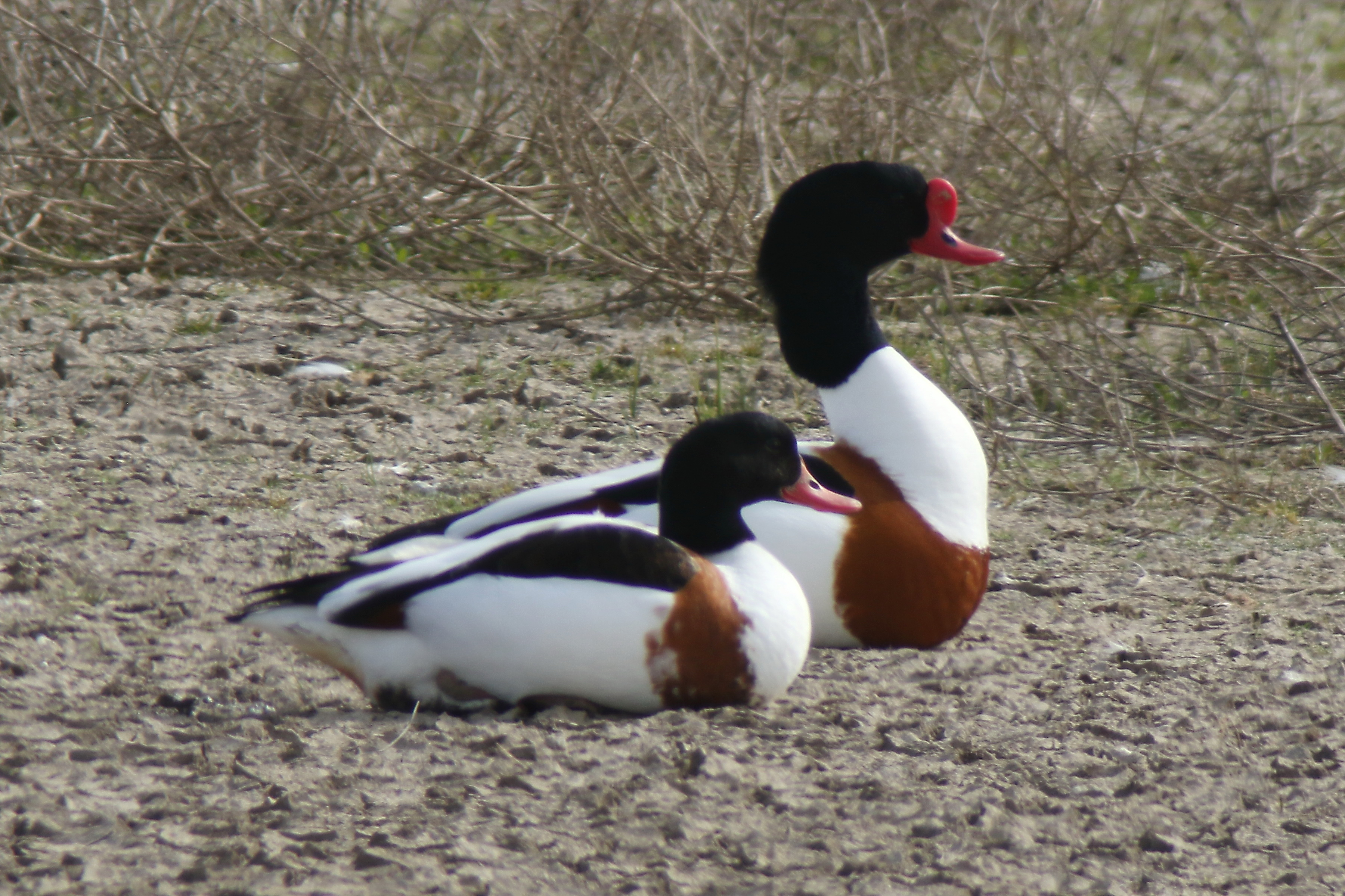
Pár (samice vpředu)

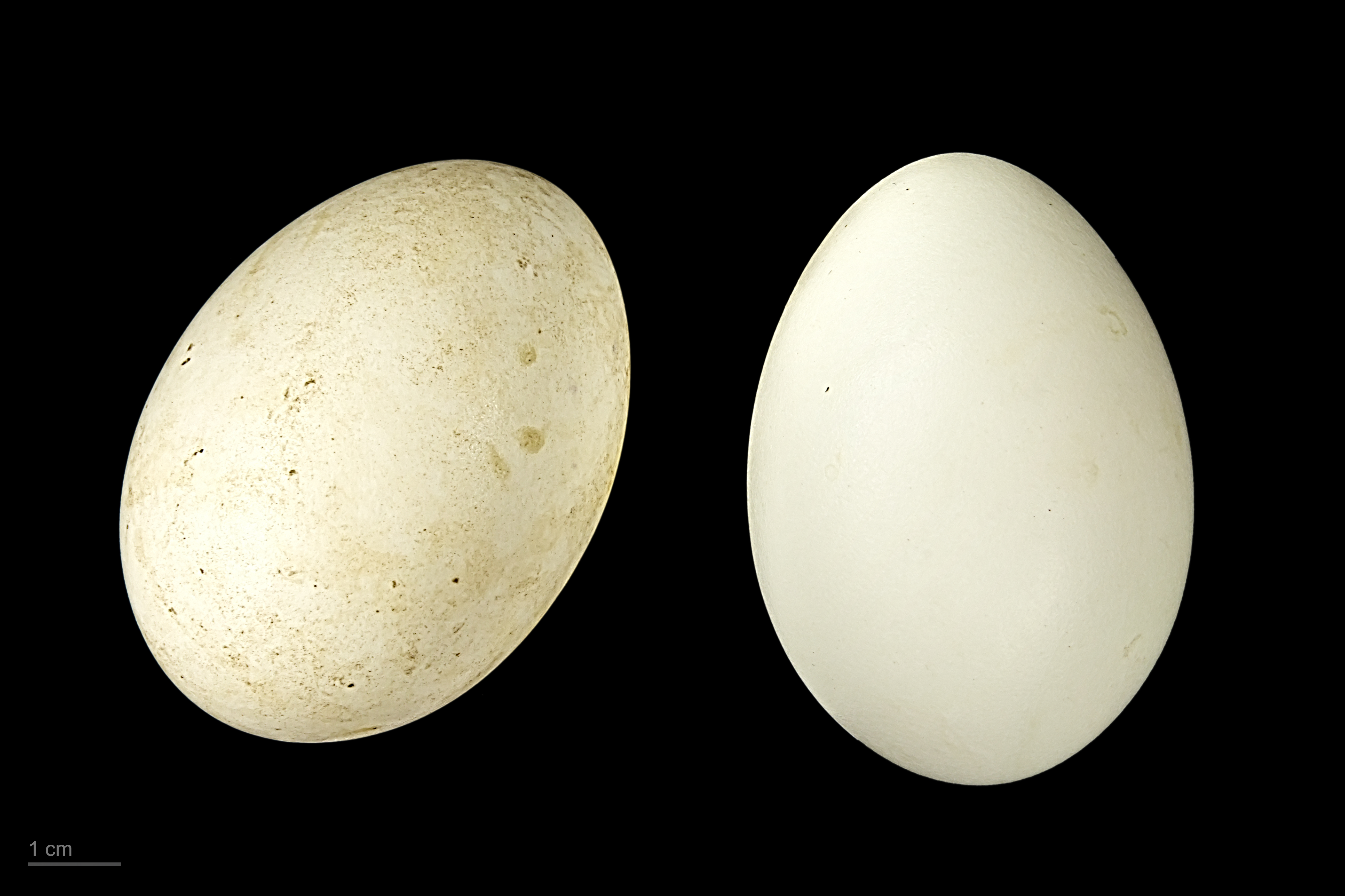
Vejce husice liščí

Potravu získává čvachtáním na mělkých vodách, ale také na travnatých březích a obdělávaných polích ve větší vzdálenosti od vody.

Tažná část populace se v říjnu až listopadu vydává na zimoviště, kde se ptáci shlukují do větších hejn ke společnému přepeřování. Na hnízdiště se obvykle vracejí v dubnu.

### Hnízdění
K hnízdění si vybírá podzemní nory vyhloubené jinými obratlovci (často jde o králičí nebo liščí nory), případně místa pod budovami nebo hustou vegetací. Hnízdí jednou ročně, v dubnu až červnu. Hnízdo vystýlá tlustou vrstvou prachového peří. Samice snáší 8–12 vajec, na kterých také sama sedí. Po 28–30 dnech se líhnou mláďata, která pak oba rodiče odvádějí k vodě a hlídají přibližně po dobu 2 měsíců.

## Hospodářský význam
Na hnízdištích se využívá prachové peří z hnízd, případně se sbírají i vejce. Na zimovištích jsou husice někdy vnímány jako lovná zvěř.

## Chov v zoo
V České republice je husice liščí chována v Zoo Tábor, Zoo Hluboká a Zooparku Chomutov.[zdroj?]